# Fujiwara no Nakamaro
Fujiwara no Nakamaro (藤原 仲麻呂, 706 - 21 de outubro de 764), também conhecido por  Emi no Oshikatsu (恵美 押勝), foi um aristocrata japonês (Kuge), membro da corte e estadista. Foi chanceler (Daijō Daijin) do governo imperial do Japão durante o período Nara.

## Biografia
Nakamaro era o segundo filho de Fujiwara no Muchimaro, que foi fundador do  Ramo Nanke (Casa Sul) do clã Fujiwara.

## Carreira
Com o apoio do Imperador Shōmu e da Imperatriz Komyo, com quem tinha familiaridades, Nakamaro cresceu rapidamente na carreira nas décadas de 740-50. 
Em 19 de fevereiro de 757 Nakamaro foi nomeado Sadaijin pela Imperatriz Koken ainda mantendo seus cargos anteriores de Shibi naishō, Jundaijin e Comandante do Exercido Central.
Em 25 de agosto de 758 o título de Sadaijin foi substituído pelo de Tahiō (Grande Guardião).
Durante os primeiros anos (760 - 764) do reinado de Imperador Junnin  (758-764), a quem ele apoiou, Nakamaro governou o país de fato tornando-se Daijō Daijin.
Após a morte de Komyo em 760, a Imperatriz Aposentada Koken começou a tomar os assuntos governamentais em sua mão, resultando em um conflito entre Nakamaro e Junnin de um lado e Koken e seu colaborador Dokyo do outro.

## Rebelião
A fim de restaurar sua autoridade, em 14 de outubro de 764 (11º dia do 9º mês do 8º ano de Tenpyo-Hoji), Nakamaro roubou as Relíquias Imperiais, sinais de autoridade imperial e deixou a capital Nara rumando para as províncias orientais. O grupo em torno da Ex-Imperetriz Koken reagiu mobilizando um exército e bloqueando o acesso de Nakamaro para as principais estradas. Os dois exércitos se envolveram em uma batalha, uma semana depois, em 21 de outubro em Miozaki no lado ocidental do Lago Biwa, Nakamaro foi morto, junto com seus dois filhos (Asakari e Kuzumaro) pondo um fim à rebelião.
  